# Cerkiew Świętej Trójcy w Łodzince Dolnej
Cerkiew Świętej Trójcy w Łodzince Dolnej – nieistniejąca drewniana filialna (filia parafii Łomna) cerkiew greckokatolicka w Łodzince Dolnej, w gminie Bircza, w powiecie przemyskim.
Cerkiew zbudowano w 1824, zawaliła się na początku lat 50. XX wieku.